# Schinkelturm (Osnabrück)
Schinkelturm wird der Fernmeldeturm auf dem Schinkelberg in Osnabrück genannt. Die interne Bezeichnung des Turmes lautet FMT Osnabrück 8 (OBK 8).

## Allgemeine Informationen
Der Bau des 158 Meter hohen Turms wurde am 29. Juni 1976 begonnen und war 1977 beendet. Er liegt im Stadtteil Widukindland an der nordöstlichen Stadtgrenze zu Belm und wird daher vom Betreiber Deutsche Funkturm (DFMG) auch Fernmeldeturm Belm oder Belmer Turm bezeichnet.
Besonderes Kennzeichen ist das rote aus glasfaserverstärktem Kunststoff (GFK) und Stahl bestehende Betriebsgeschoss.
Innerhalb des Turmschaftes befindet sich eine Aufzugsanlage. Die Fahrt zum Betriebsgeschoss oben dauert 100 Sekunden. Das Treppenhaus führt über 550 Stufen ebenfalls zum Betriebsgeschoss. Die zwischen den beiden Plattformen liegenden Betriebsräume sind auf zwei Etagen aufgeteilt. Die erste liegt oberhalb der ersten Plattform auf 108 m Höhe und ist ein Konstruktionsgeschoss, welches ausschließlich statischen Zwecken dient. Das eigentliche Betriebsgeschoss liegt darüber. In ihm befindet sich die gesamte Technik.
Es handelt sich bei diesem Turm um den Typenturm FMT 13 mit einem Betriebsgeschoss vom Typ FeN 2e/72. Das Gesamtgewicht des Turmes beträgt 5600 Tonnen. Die Auslenkung der Turmspitze bei einer berechneten Windgeschwindigkeit von 45 m/s beträgt maximal 0,70 Meter, die Auslenkung der Turmspitze durch Erwärmung (Sonne) beträgt maximal 0,11 Meter.

## Frequenzen und Programme

### Digitales Fernsehen (DVB-T2)
Der Fernmeldeturm Belm wird seit der Umstellung auf den DVB-T2-Standard mit HEVC Bildcodierung am 25. April 2018 wieder zur Ausstrahlung von Fernsehprogrammen genutzt. Es werden sowohl öffentlich-rechtliche als auch private Multiplexe verbreitet. Das private Programmangebot von Freenet TV wird vom Schinkelturm im Gleichwellenbetrieb mit den Standorten Bielefeld (Hünenburg) und Münster (Stadt) gesendet. Optional lassen sich zusätzliche im NDR-Angebot und bei Freenet TV connect als Verknüpfung enthaltene Programme über eine Internetverbindung wiedergeben, falls das Empfangsgerät HbbTV (ab Version 1.5) unterstützt (NDR via IP: ARD alpha HD, Radio Bremen HD, rbb Brandenburg HD, SR Fernsehen HD, SWR BW HD …).
Folgende DVB-T2-Bouquets werden übertragen:
| Kanal | Frequenz (MHz) | Multiplex                                   | Programme im Multiplex | ERP (kW) | Antennen- diagramm rund (ND)/ gerichtet (D) | Polarisation horizontal (H)/ vertikal (V) | SFN mit |
| ----- | -------------- | ------------------------------------------- | --- | -------- | ------------------------------------------- | ----------------------------------------- | --- |
| 24    | 498            | Freenet TV Mux 1                            | - RTL HD (NRW mit RTL West) - RTL Zwei HD - Super RTL HD - Vox HD - n-tv HD - Nitro HD - Tele 5 HD | 20       | D (70-290°)                                 | V                                         | Bielefeld (Hünenburg), Münster (Stadt), Osnabrück (Schinkelturm)                                             |
| 27    | 522            | Freenet TV Mux 2                            | - ProSieben HD - Sat.1 HD (NRW mit 17:30 Sat.1) - Kabel Eins HD - ProSieben Maxx HD - Sat.1 Gold HD - Sixx HD - Sport1 HD | 20       | D (70-290°)                                 | V                                         | Bielefeld (Hünenburg), Münster (Stadt), Osnabrück (Schinkelturm)                                             |
| 37    | 602            | ARD regional (NDR) Niedersachsen            | - NDR Fernsehen HD (Niedersachsen) - WDR Fernsehen (Köln) HD - HR-Fernsehen HD / NDR FS HD (HH)(zeitw.) - MDR Fernsehen (Sachsen-Anhalt) HD / NDR FS HD (MV) (zeitw.) - BR Fernsehen Süd HD / NDR FS HD (SH) (zeitw.) Radio: - N-Joy - NDR 1 NDS HAN - NDR 2 - NDR Info | 5        | D                                           | V                                         | Lingen, Osnabrück (Bramsche-Schleptruper Egge), Osnabrück (Schinkelturm)                                     |
| 39    | 618            | Freenet TV Mux 3                            | - Welt HD - DMAX HD - Eurosport 1 HD - Disney Channel HD - Nickelodeon HD / CC +1 HD - VOXup HD - Bibel TV (FTA) - QVC (FTA) - QVC Zwei (FTA) - HSE (FTA) - 123tv (FTA) - Shop LC (FTA)                                                                                 | 20       | D (70-290°)                                 | V                                         | Bielefeld (Hünenburg), Münster (Stadt), Osnabrück (Schinkelturm)                                             |
| 41    | 634            | ARD Digital (NDR)                           | - Das Erste HD - Phoenix HD - Arte HD - Tagesschau24 HD - One HD Radio: - NDR Blue - NDR Info Spezial - NDR Kultur - NDR Schlager | 5        | D                                           | V                                         | Lingen, Osnabrück (Bramsche-Schleptruper Egge), Osnabrück (Schinkelturm)                                     |
| 45    | 666            | Gemischter Multiplex von ZDF und Freenet TV | - ZDF HD - 3sat HD - KiKA HD - ZDFneo HD - ZDFinfo HD - Freenet TV connect (HbbTV-Dienst mit mehreren Streams, HbbTV v1.5 erforderlich) | 5        | D                                           | V                                         | Lingen, Münster-Baumberge, Münster (Stadt), Osnabrück (Bramsche-Schleptruper Egge), Osnabrück (Schinkelturm) |

 Sendeparameter 
| Verwendet von (HD-Programme pro Mux)   | Modulations- verfahren | Coderate | FFT-Modus    | Guard- intervall | Pilottöne       | Datenrate [Mbit/s] |
| -------------------------------------- | ---------------------- | -------- | ------------ | ---------------- | --------------- | ------------------ |
| Freenet TV (5–7)                       | 64-QAM                 | 2/3      | 32k extended | 1/16             | Pilot Pattern 4 | 27,6               |
| ZDF (5)                                | 64-QAM                 | 3/5      | 16k extended | 19/128           | Pilot Pattern 2 | 22,0               |
| ARD Digital (NDR) (5) NDR regional (5) | 64-QAM                 | 1/2      | 16k extended | 19/128           | Pilot Pattern 2 | 18,2               |

### Analoges Fernsehen
Bis zum DVB-T Umstieg in den Regionen Bremen/Unterweser und Hannover/Braunschweig am 24. Mai 2004 wurden folgende Programme in analogem PAL gesendet:
| Kanal | Frequenz (MHz) | Programm                              | ERP (kW) | Sendediagramm rund (ND)/ gerichtet (D) | Polarisation horizontal (H)/ vertikal (V) |
| ----- | -------------- | ------------------------------------- | -------- | -------------------------------------- | ----------------------------------------- |
| 36    | 591,25         | RTL Television (Niedersachsen/Bremen) | 0,2      | ND                                     | V                                         |
| 44    | 655,25         | Sat.1 (Niedersachsen/Bremen)          | 0,2      | ND                                     | V                                         |

### Analoger Hörfunk (UKW)
| Frequenz (MHz) | Programm        | RDS PS   | RDS PI | ERP (kW) | Antennendiagramm rund (ND)/ gerichtet (D) | Polarisation horizontal (H)/ vertikal (V) |
| -------------- | --------------- | -------- | ------ | -------- | ----------------------------------------- | ----------------------------------------- |
| 98,2           | Radio Osnabrück | .ROS.__  | 1582   | 0,25     | D (250-360°)                              | V                                         |
| 101,8          | Deutschlandfunk | __Dlf___ | D210   | 0,5      | D (250-270°)                              | H                                         |

## Amateurfunk
Auf dem Schinkelturm befand sich bis zum 25. Juli 2016 eine automatisch laufende Amateurfunk-Station unter dem Rufzeichen DB0OBK, die vom VFDB-Ortsverband Z36 (Osnabrück) betrieben wurde. Es waren Packet-Radio-Link-Strecken nach Rheine DB0RTV und Oldenburg (DB0PDF) vorhanden, die im 23-Zentimeter-Band (SHF) arbeiteten, sowie ein Einstieg im 70-Zentimeter-Band (UHF) der seit dem 19. Dezember 2007 wieder auf 439,800 MHz (-9,4 MHz Ablage) aktiv war. Ende 2007 wurde zudem auch der 70-cm-Funkruf-Sender auf 439,9875 MHz in Betrieb genommen. Seit Februar 2008 war nach einigen Wochen Testbetrieb auch die 2-m-Relaisstation mit endgültigem Antennenstandort auf 145,7125 MHz (-600 kHz Ablage) in Betrieb. Der komplette Betrieb unter dem Rufzeichen DB0OBK wurde am 25. Juli 2016 eingestellt, die Relaistechnik ist auf dem Dörenberg wieder unter dem Rufzeichen DM0DOS in Betrieb.

## Weitere Sendeanlagen
Daneben existieren diverse Richtfunkstrecken für das Telefonnetz sowie Zubringer-Strecken für den BOS-Funk. Die Mobilfunkgesellschaft Telefónica Deutschland betreibt Sendeanlagen für ihr Mobilfunknetz.

## Bilder vom Schinkelturm

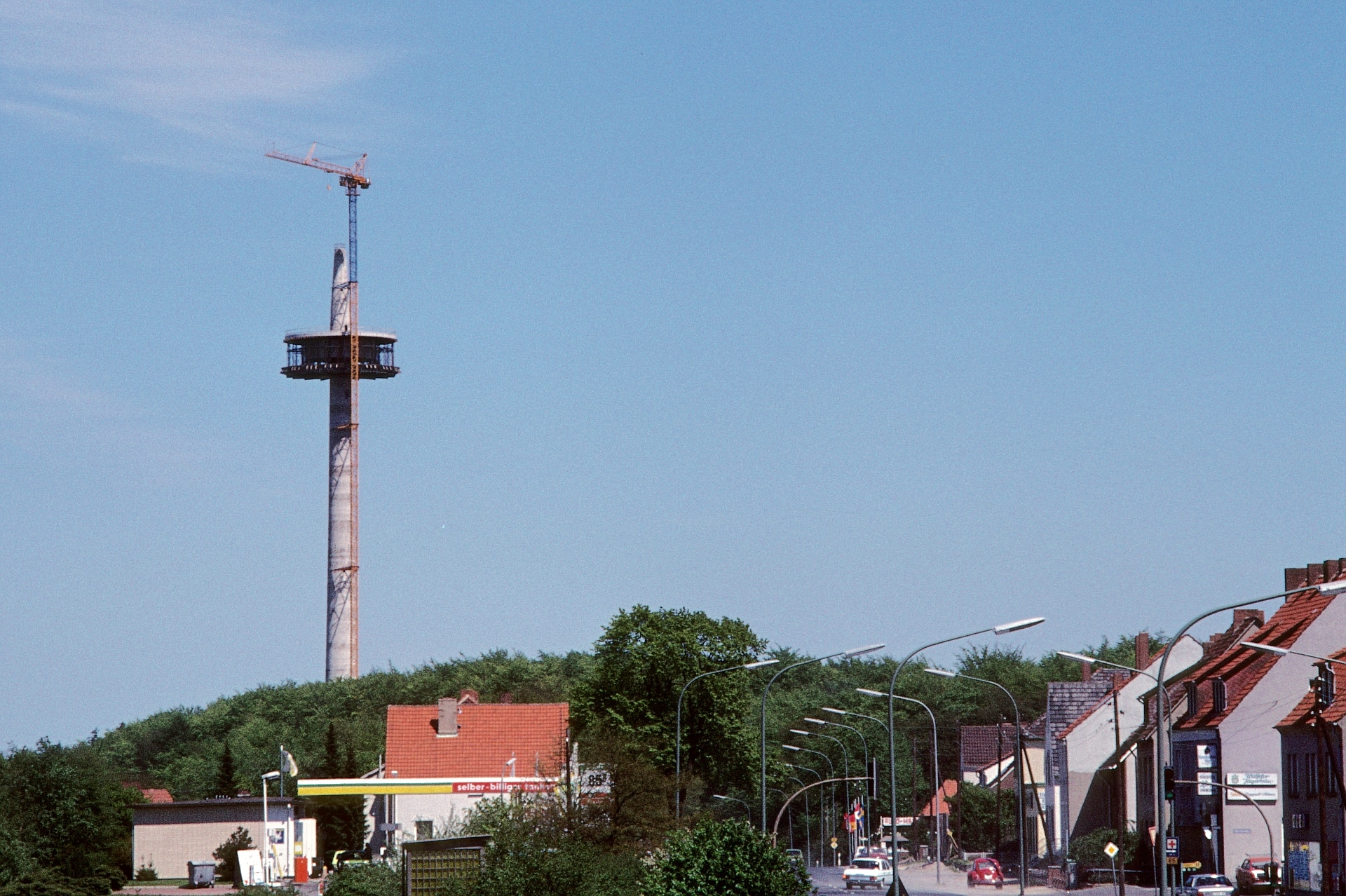
Schinkelturm in der Bauphase
Blick auf Widukindland und Richtung Osnabrücker Innenstadt
Turm im Abendrot
Regenbogen